# Kurt Schmidt
Kurt Schmidt (9 april, 1891 - 3 maart, 1945) was een Duitse officier en Generalleutnant tijdens de Tweede Wereldoorlog en subaltern officier tijdens de Eerste Wereldoorlog.

## Levensloop
Kurt Schmidt werd geboren in de Duitse stad Frankfurt op 9 april 1891.
In 1909 ging hij bij het Duitse leger en op 20 maart 1911 werd hij bevorderd tot luitenant en maakte deel uit van het Infanterie-Regiment 30. Vier jaar later, in 1915, werd hij nogmaals bevorderd, ditmaal tot Oberleutnant. Hij kreeg onder andere het IJzeren Kruis 1914-1918 van Pruisen. Schmidt raakte ook gewond tijdens de Eerste Wereldoorlog en daarvoor werd hij onderscheiden met het Gewondeninsigne 1918 in zilver. Tevens werd Kurt Schmidt onderscheiden met het Hanseatenkruis van de stad Hamburg. In de laatste maanden van de oorlog werd Schmidt nog bevorderd tot Hauptmann. Kort na de oorlog werd zijn eerste zoon, Günter Werner Schmidt geboren, een latere officier der Kriegsmarine.

## Jaren '30 en Tweede Wereldoorlog
In 1930 was Kurt Schmidt staflid van de 5. Infanterie-Division, en in 1931 werd hij tot Major bevorderd, in 1937 tot Oberst. Nog datzelfde jaar verhuisde de pas bevorderde Kurt Schmidt met zijn gezin naar Hamelen. Toen ze naar Hamelen verhuisde was hij commandant van 74e Infanterieregiment. Hij nam deel aan de Poolse Veldtocht terwijl hij nog commandant was van 74e Infanterieregiment. Rond 1940 was Schmidt zelfs commandant van Luxemburg. Van september 1941 tot september 1942 was Schmidt divisiecommandant van de 702e Infanteriedivisie in Noorwegen. Tijdens zijn tijd in Noorwegen werd hij bevorderd tot Generalleutnant, de hoogste rang die hij zou bekleden. Kurt Schmidt overleed op 3 maart 1945 in Aalsmeer terwijl hij commandant was van de 526. Reserve-Division. Kurt Schmidt werd begraven op de Nieuwe Oosterbegraafplaats in Amsterdam maar later herbegraven op de Duitse militaire begraafplaats in Ysselsteyn.

## Militaire loopbaan
- Kadett:[2][3]
- Fähnrich: 3 maart 1910[2][3]
- Leutnant: 20 maart 1911[2][3]
- Oberleutnant: 18 juni 1915[2][3]
- Hauptmann: 20 juni 1918[2][3]
- Major: 1 april 1932[2] - 1 april 1931[3]
- Oberstleutnant: 1 juli 1934[2][3]
- Oberst: 1 maart 1937[2][3]
- Generalmajor: 1 februari 1941[2][3]
- Generalleutnant: 1 oktober 1942[2][3]

- Opmerking: de rang van Generalmajor is vergelijkbaar met die van een hedendaagse Brigadegeneraal (OF-6). Het Duitse leger kende tijdens de Tweede Wereldoorlog geen rang van een Brigadegeneraal, waardoor de eerste generaalsrang een Generalmajor was. Het naoorlogse Duitse leger kent overigens wel volgens de NAVO schaal een Brigadegeneraal als eerste generaalsrang.

## Decoraties
- IJzeren Kruis 1914, 1e Klasse[3][2] en 2e Klasse[3][2]
- Gewondeninsigne (1918) in zilver[3][2]
- Hanseatenkruis van de Hansestad Hamburg[3][2]
- Kruis voor Oorlogsverdienste, 1e Klasse en 2e Klasse met Zwaarden[2]
- Erekruis voor Frontstrijders in de Wereldoorlog[2]
- Dienstonderscheiding van Leger en Marine (12 dienstjaren)[2]